# Las Vegas Gladiators
Las Vegas Gladiators är ett amerikanskt inomhus-amerikanskfotbollslag som spelar i Arena Football League.